# Amomum borealiborneense
Amomum borealiborneense är en enhjärtbladig växtart som beskrevs av Ian Mark Turner. Amomum borealiborneense ingår i släktet Amomum och familjen Zingiberaceae. Inga underarter finns listade i Catalogue of Life.